# Epeolus schraderi
Epeolus schraderi är en biart som först beskrevs av Michener 1954.  Epeolus schraderi ingår i släktet filtbin, och familjen långtungebin. Inga underarter finns listade i Catalogue of Life.